# Čučoriedková
Čučoriedková (1316 m) – szczyt w Niżnych Tatrach na Słowacji. Wznosi się w ich wschodniej części, w tzw. Kráľovohoľskich Tatrach, w bocznym grzbiecie oddzielającym dolinę Štiavnička od doliny Hronu.
Čučoriedková wznosi się po południowej stronie wsi Jarabá. Jest zwornikiem dla 3 grzbietów:
- krótki północno-wschodni oddzielający dolinę Jasienok od Beňušskiej doliny,
- północno-zachodni opadający do szczytu Zúbra. Tworzy górną część lewych zboczy doliny Jasienok,
- południowy, oddzielający dolinę Zúbra od Beňušskiej doliny[1].

Znajduje się poza obszarem Parku Narodowego Niżne Tatry. Jest całkowicie porośnięta lasem. Zbocza doliny trawersuje droga leśna, którą poprowadzono szlak rowerowy nr 5577 (Okolo Beňušky).